# Klinisches Stadtkrankenhaus Vilnius
Das Klinische Stadtkrankenhaus Vilnius (litauisch Vilniaus miesto klinikinė ligoninė) ist ein Krankenhaus  im Stadtteil Antakalnis der litauischen Hauptstadt Vilnius. Es ist besteht in der Rechtsform einer öffentlichen Anstalt (litauisch Viešoji įstaiga). Das Krankenhaus beschäftigte im Jahr 2013 etwa 1863 Mitarbeiter, womit es das fünftgrößte Krankenhaus Litauens ist. Es wurde am 5. Dezember 1958  gegründet.

## Geschichte
Der erste Gebäudeteil wurde 1958 gebaut und 1966 wurde das Krankenhaus ausgebaut.

### Namen
- 1954–1987 – Klinische Stadtkrankenhaus Vilnius (litauisch Vilniaus miesto klinikinė ligoninė)
- 1987–1991 – Sechstes Klinisches Stadtkrankenhaus Vilnius (litauisch Vilniaus miesto 6-oji klinikinė ligoninė)
- 1991–2010 – Städtisches Universitätskrankenhaus Vilnius (litauisch Vilniaus miesto universitetinė ligoninė)
- Seit 2010 – Klinische Stadtkrankenhaus Vilnius (litauisch Vilniaus miesto klinikinė ligoninė)

## Struktur
- Aufnahmezentrum
- Klinik für Diagnostik
- Klinik für Innere Medizin
- Klinik für Gefäßchirurgie
- Klinik für Chirurgie

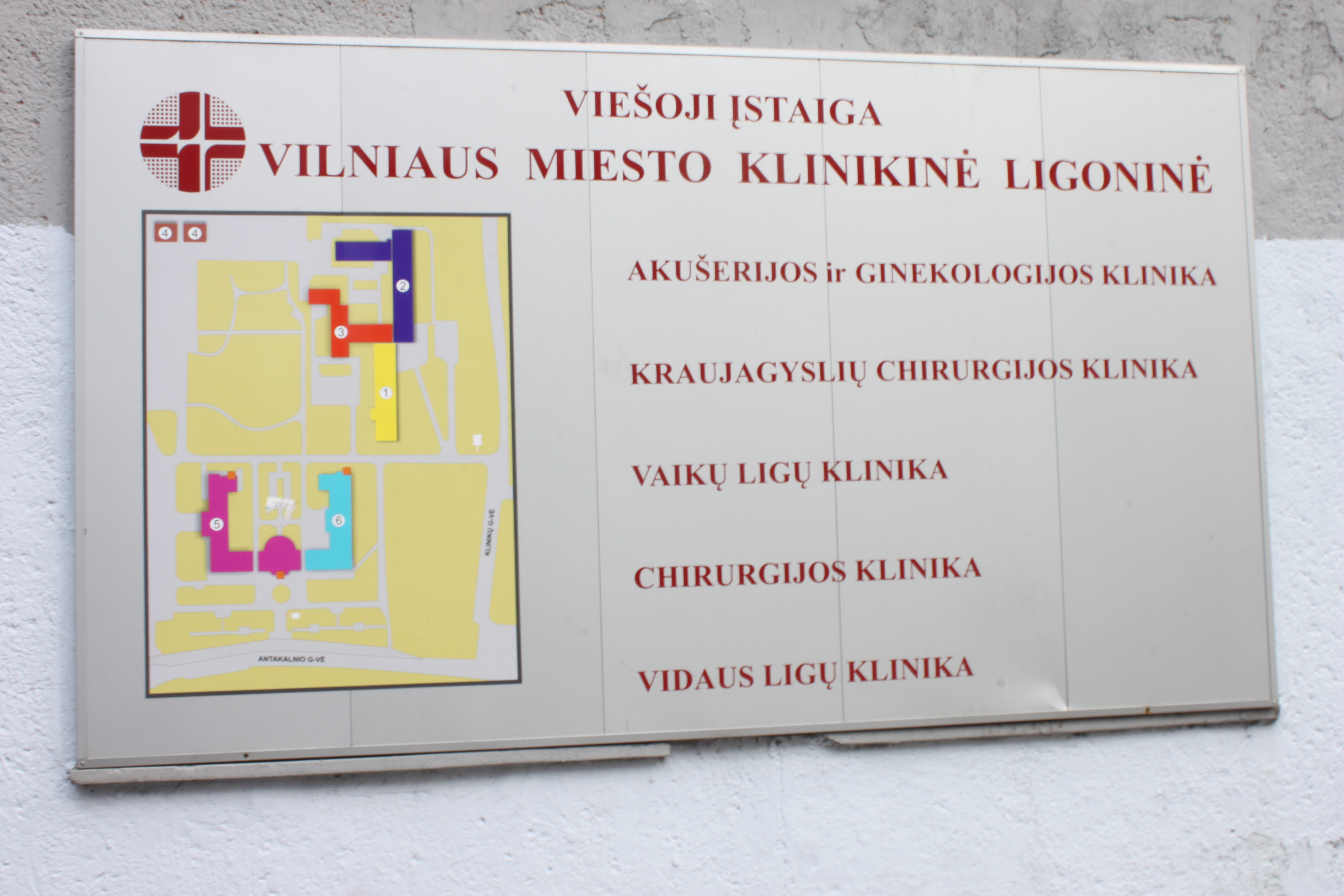
Gebäudeplan

- Klinik für Gynäkologie und Kreißsaal
- Klinik für Kinderkrankheiten

## Direktoren
- von 1958 bis 1977: Stasys Trepšys
- von 1977 bis 1981: Vytautas Banevičius
- von 1977 bis 1981: Romanas Rimkevičius
- von 1991 bis 2012: Rimantas Keblas
- seit 2012: Henrikas Ulevičius